# Casa de la Central (la Torre de Cabdella)
La Casa de la Central és una casa de la Torre de Cabdella (Pallars Jussà) inclosa a l'Inventari del Patrimoni Arquitectònic de Catalunya.

## Descripció
Casa de planta rectangular en dues plantes i petita bodega als baixos. Accés i escala amb distribuïdor central. Planta baixa amb tribuna i porxo modificat, ja que abans era de fusta treballada. A la planta superior hi ha una gran galeria correguda oberta, que està protegida pel voltat de la gran teulada. Tot l'edifici és construït en fusta, la coberta està formada per un enllosat de peces quadrades d'uralita, damunt un placat de fusta.

## Història
Construïda a començaments del segle xix conjuntament amb les obres de la central i instal·lacions hidroelèctriques de Cabdella.